# 골든 트라이앵글 (대학교)
골든 트라이앵글(Golden Triangle)은 런던을 중심으로 한 영국 동남부의 6개의 대학교들이다. 이들은 영국의 학술·연구 개발 비용에서 차지하는 비중이 제일 크고, 나라에서 연구 비용을 제일 많이 지원해주는 학교들이라는 의미에서 이러한 이름이 붙었다. 또한 이들은 나라에서 연구 비용을 제일 많이 받을 뿐만이 아니라 모두 국제적 명성이 높은 대학들이라는 의미에서 'golden'이라는 말이 붙었다.
- 케임브리지 대학교 (University of Cambridge)
- 옥스퍼드 대학교 (University of Oxford)
- 유니버시티 칼리지 런던 (University College London; UCL)
- 런던 정경대학 (London School of Economics and Political Science; LSE)
- 임페리얼 칼리지 런던 (Imperial College London; ICL)
- 킹스 칼리지 런던 (King's College London; King's or KCL)

## 같이 보기
- 아이비 리그
- 제국대학
- 구교연맹
- SKY (대학교)
- 러셀 그룹
- 그룹 오브 에이트 (오스트레일리아의 대학교)